# Paraguai nos Jogos Olímpicos de Verão de 1988
O Paraguai participou dos Jogos Olímpicos de Verão de 1988 em Seul, na Coreia do Sul. Foi a quinta vez que o país participou dos Jogos Olímpicos de Verão.